# Annie Jennings
Annie Jennings, z domu Thomas (ur. 12 listopada 1884 w Walii, zm. 20 listopada 1999) – Brytyjka, znana z długowieczności.
Była z zawodu nauczycielką, pracowała w szkołach w dystrykcie Chesterfield. Z małżeństwa z duchownym i misjonarzem, który zmarł w latach 40., nie miała dzieci. Korzystając z pomocy opiekunów, do końca życia mieszkała we własnym domu w Wingerworth. Pozostawała aktywna do późnej starości, dopiero w wieku 109 lat rezygując z udziału w niedzielnych nabożeństwach, ale nie z uwagi na wiek, lecz w proteście przeciwko wyświęcaniu kobiet. Około rok później utraciła sprawność po złamaniu nogi. Uchodziła za osobę samotną, niechętnie przyjmowała zainteresowanie mediów związane z jej długowiecznością.
Jennings zalicza się do nielicznej grupy ludzi, którzy dożyli 115 lat. Według stanu na kwiecień 2007, zgodnie z badaniami Księgi rekordów Guinnessa i Gerontology Research Group, wiek ten osiągnęło jedynie 23 osób w historii, z czego kilka przypadków budzi poważne wątpliwości. Annie Jennings była chronologicznie trzynastą osobą, która obchodziła 115. rocznicę urodzin.
Pod koniec życia była najstarszą mieszkanką Wielkiej Brytanii (od śmierci Lucy Askew 9 grudnia 1997), ale nie doczekała się tytułu najstarszego człowieka na świecie – starsza od niej, i to o przeszło cztery lata, była Amerykanka Sarah Knauss, która zmarła miesiąc po Jennings. Eva Morris, która została najstarszą żyjącą osobą w Wielkiej Brytanii po Jennings, osiągnęła status światowej seniorki, chociaż zmarła przed ukończeniem 115 lat. Przypadek podobny do Jennings spotkał również rekordzistkę długowieczności w Wielkiej Brytanii, Charlotte Hughes, która dożyła 115 lat i 228 dni (zmarła w 1993), ale w tym samym czasie żyła starsza od niej Francuzka Jeanne Calment, znana z absolutnego udokumentowanego rekordu długości życia ludzkiego (przeszło 122 lata).
Należy pamiętać, że wykazy najstarszych osób mogą być obciążone licznymi brakami – obejmują jedynie te osoby, których datę urodzenia udało się w wiarygodny sposób potwierdzić (niezależnie od wspomnianych wyżej wątpliwości, które budzą niektóre przypadki długowieczności).